# Alpinia vitellina
Alpinia vitellina är en enhjärtbladig växtart som först beskrevs av John Lindley, och fick sitt nu gällande namn av Henry Nicholas Ridley. Alpinia vitellina ingår i släktet Alpinia och familjen Zingiberaceae.

## Underarter
Arten delas in i följande underarter:
- A. v. cannifolia
- A. v. vitellina